# (37279) Hukvaldy
(37279) Hukvaldy est un astéroïde de la ceinture principale.

## Description
(37279) Hukvaldy est un astéroïde de la ceinture principale. Il fut découvert le 22 décembre 2000 à l'Observatoire d'Ondřejov par Petr Pravec et Peter Kušnirák. Il présente une orbite caractérisée par un demi-grand axe de 2,67 UA, une excentricité de 0,16 et une inclinaison de 8,4° par rapport à l'écliptique.

## Compléments